# Jewgienija Starcewa
Jewgienija Aleksandrowna Starcewa (ros. Евгения Александровна Старцева) (ur. 12 lutego 1989 roku w Czelabińsku) – rosyjska siatkarka, reprezentantka kraju, grająca na pozycji rozgrywającej.
Mistrzyni Świata z 2010 r. z Japonii.

## Przebieg kariery
| 2004–2010             | Awtodor-Metar Czelabińsk |
| 2010–2012             | Dinamo Krasnodar         |
| 2012–2021             | Dinamo Kazań             |
| 2021– (od 29.12.2021) | Dinamo Moskwa            |

## Sukcesy klubowe
Puchar CEV:
- 2017
- 2011

Mistrzostwo Rosji:
- 2013, 2014, 2015, 2020
- 2017, 2018
- 2011, 2012, 2021

Puchar Rosji:
- 2012, 2016, 2017, 2019, 2020

Liga Mistrzyń:
- 2014

Klubowe Mistrzostwa Świata:
- 2014

Superpuchar Rosji:
- 2020[3]

## Sukcesy reprezentacyjne
Puchar Borysa Jelcyna:
- 2009, 2010
- 2011

Grand Prix:
- 2009
- 2014

Mistrzostwa Świata:
- 2010

Mistrzostwa Europy:
- 2015

Volley Masters Montreux:
- 2018

Puchar Świata:
- 2019

## Nagrody indywidualne
- 2010: Najlepsza rozgrywająca Pucharu Borysa Jelcyna
- 2010: Najlepsza rozgrywająca Pucharu Rosji
- 2012: Najlepsza rozgrywająca Igrzysk Olimpijskich w Londynie
- 2012: Najlepsza rozgrywająca Pucharu Rosji
- 2013: Najlepsza rozgrywająca Pucharu Rosji
- 2016: Najlepsza rozgrywająca europejskiego turnieju kwalifikacyjnego do Igrzysk Olimpijskich 2016
- 2017: Najlepsza rozgrywająca Pucharu Rosji
- 2019: MVP Pucharu Rosji
- 2020: MVP Pucharu Rosji[4]